# John Macionis
John Macionis (n. 27 mai 1916, Pennsylvania, SUA – d. 16 februarie 2012, Charlottesville, Virginia, SUA) a fost un înotător american, medaliat olimpic. A participat la o ediție a Jocurilor Olimpice (1936) în care a câștigat două medalii de argint.